# Castell de Gospí
El Castell de Gospí és un castell del poble de Gospí, al municipi de Sant Ramon (Segarra), declarat bé cultural d'interès nacional.

## Història
Aquesta fortalesa i el seu terme formaren part, com la majoria de castells veïns, del comtat de Berga o la marca del comtat de Cerdanya. L'any 1035, en el testament del comte Guifré II de Cerdanya hi consta que deixava al seu fill Bernat el comtat de Berga amb la seva marca, que incloïa entre d'altres, el castell de Gospí. El castell donà nom a una família de castlans que participaren en les campanyes d'ocupació de Gerb i Balaguer al costat del comte d'Urgell. Així, l'any 1091, són documentats dos capitans, els nobles Ramon i Arnau d'Albespí (del qual deriva Gospí), que acompanyaven els comtes d'Urgell.
En el fogatjament de 1365-70 consta que Gospí estava en condomini de l'Església i de Pere Galceran de Calders, donzell. L'any 1394, el rei Joan I va vendre el mer i mixt imperi de «Vespí» a Bernat de Vilallonga. Poc abans de la desamortització del segle xix, Gospí era un senyoriu del marquès de Palmerola.

## Arquitectura
Actualment, fruit de les nombroses reformes que ha patit al llarg del temps, el Castell de Guspí és una casa senyorial, situada a la part més elevada del nucli. Està realitzada amb paredat de pedra del país, amb coberta a dues aigües i obertures de grans dimensions. L'únic element destacable és la torre de guaita de planta circular adossada a l'habitatge, també realitzada amb paredat de pedra del país. A la part superior de la torre apareixen una sèrie de quatre obertures de grans dimensions, les quals no segueixen cap mena de simetria a l'hora de la seva col·locació, fet que fa pensar que van ser obertes posteriorment a la construcció de la torre i responent a necessitats diferents a l'original. Aquestes finestres superiors estan formades per llinda superior de pedra d'una sola peça, exceptuant la que està situada més a l'esquerra la qual presenta llinda i brancals realitzats amb carreus treballats de grans dimensions. A la resta dels murs únicament apareixen petites obertures en forma d'espitlleres, col·locades estratègicament per il·luminar l'escala interior que condueix a la part superior de la torre.

## Església de Sant Martí de Gospí

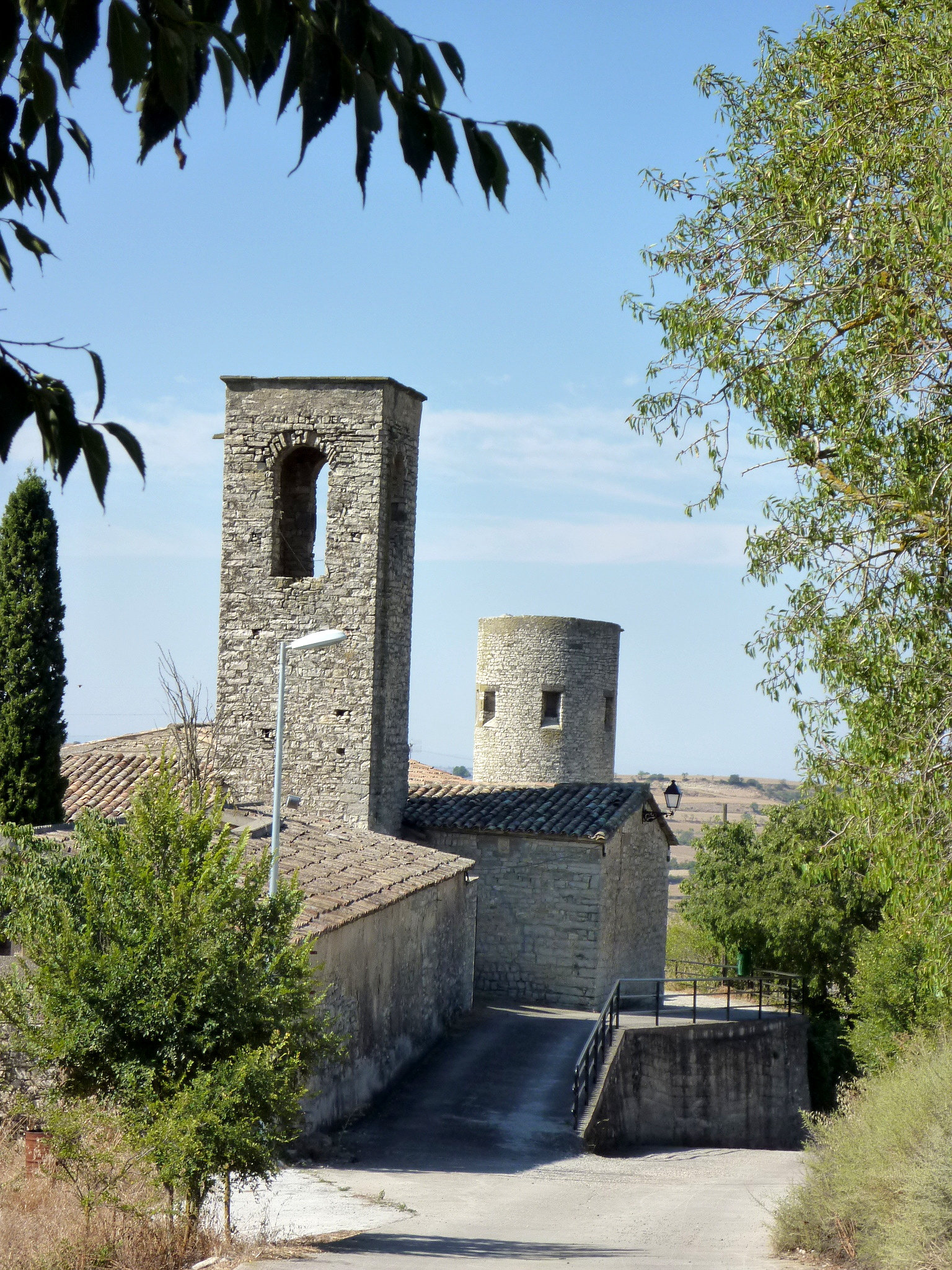
Església i castell

Els orígens d'aquesta parròquia s'han de buscar al segle xi que és quan apareix documentat per primera vegada el castell de Gospí (1035). La notícia històrica més reculada de l'església és de l'any 1133 en què Pere, bisbe d'Urgell, donà a Santa Maria de Solsona les esglésies parroquials de Gospí i la Salsa, fins aleshores vinculades a Sant Andreu de Tresponts. L'església de Gospí es confirma a Solsona en les diferents butlles papals adreçades a aquesta canònica durant el segle xii i també en l'acta de consagració de Santa Maria de Solsona l'any 1163. L'any 1186 Ramon, rector de Gospí prometé a la canónica de Solsona la quarta part de les primícies de pa i vi, pagament que es comprova tambéd en un document del final del segle xiii on consta, a més, que Santa Maria de Solsona hi tenia dret d'alberga.

### L'edifici
Es tracta d'un edifici d'una sola nau, coberta amb volta de canó rebaixada i reforçada per tres arcs torals en arc de mig punt rebaixat. Era capçada per un absis semicircular, ara substituït per una sagristia. A la banda nord s'hi afegí una capella coberta amb volta de canó apuntada des de la qual s'accedeix al campanar de torre independent. Aquesta capell fou ampliada més tard i es convertí en una segona nau. Les dues naus són acabades amb arcosolis (nínxols coberts amb volta) en arc de mig punt.
A la façana sud hi ha l'entrada al temple. La porta és d'arc de mig punt, de grans dovelles. Al costat hi ha una finestra de doble esqueixada d'arc de mig punt que il·lumina la nau primitiva. Sota el ràfec de la façana sud hi veiem un fris de semisferes i permòdols amb caps esculpits, ornamentació que també es troba en un tram de mur primitiu reforçat amb contraforts de la façana nord. A la façana est es troba el campanar de torre de quatre ulls. A l'oest la finestra de creu grega il·lumina el cor del temple.
L'aparell constructiu originari és el carreuó simplement desbastat i irregular, disposat en filades desordenades, corresponent a una obra que es pot datar entre els segles xi i xii.